# Караджала (Телавский муниципалитет)
Караджала (груз. ყარაჯალა) — село в Телавском муниципалитете Грузии, располагается в Алазанской долине. Село граничит по периметру с такими грузинскими селами Руиспири, Вардисубани, Гулгула, Ахатели и Напареули.

## Население
На 2014 год численность населения села составляло 4891 человек.. В селе есть школа, также есть детский сад и мечеть.